# Monodendri (Ahaia)
Monodendri  este un oraș în Grecia în Prefectura Ahaia.